# هايكازو كاوانو
هايكازو كاوانو (باليابانية: 河野秀数؛ بالكانا: かわの ひでかず) هو لاعب كرة قاعدة ياباني، ولد في 14 ديسمبر 1987 في كيوتو في اليابان.

## روابط خارجية
- هايكازو كاوانو على موقع الدوري الياباني لكرة القاعدة (الإنجليزية)